# Popcsevo
Popcsevo (macedónul: Попчево) település Észak-Macedóniában, a Délkeleti körzetben, a Sztrumicai járásban.

## Népesség
| Lakosok száma | 486  | 524  | 625  | 707  | 553  | 460  | 443  | 343  | 221  |
|               | 1948 | 1953 | 1961 | 1971 | 1981 | 1991 | 1994 | 2002 | 2021 |

- 2002-ben 343 lakosa volt, akik közül 342 macedón és 1 egyéb.